# 4696 Arpigny
4696 Arpigny (1985 TP) là một tiểu hành tinh vành đai chính được phát hiện ngày 15 tháng 10 năm 1985 bởi Bowell, E. ở Flagstaff.